# Mike McLeod

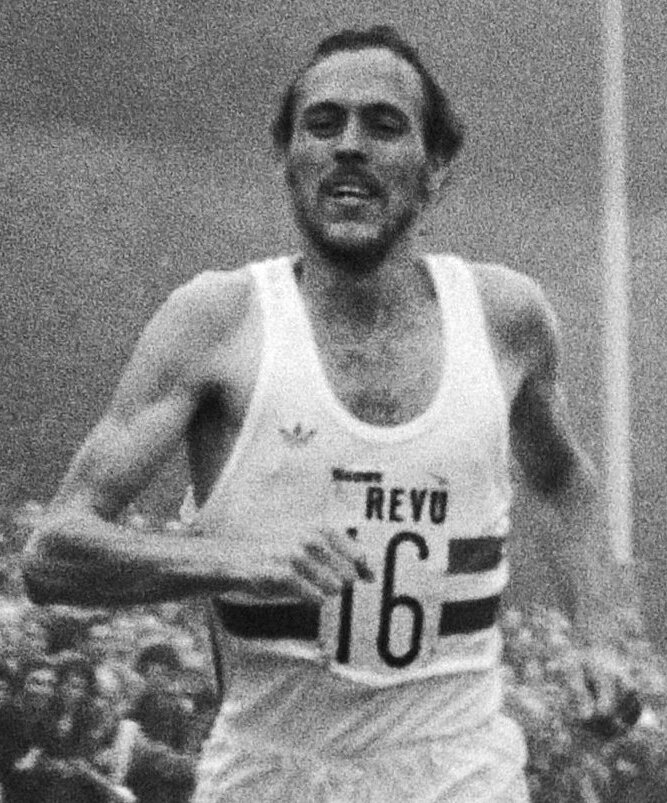
Mike McLeod, 1977

Michael James McLeod (* 25. Januar 1952 in Dilston, Grafschaft Northumberland) ist ein ehemaliger britischer Langstreckenläufer.
International trat er vor allem im 10.000-Meter-Lauf in Erscheinung. Bei den Commonwealth Games 1978 in Edmonton gewann er, für England startend, über diese Distanz die Bronzemedaille hinter Brendan Foster und Michael Musyoki. Bei den Olympischen Spielen 1980 in Moskau erreichte er den zwölften Platz.
1981 und 1982 gewann McLeod die ersten beiden Austragungen des Great North Run. Bei den Crosslauf-Weltmeisterschaften 1982 in Rom wurde er Fünfter auf der Langstrecke und errang eine Silbermedaille mit der englischen Mannschaft. Zuvor hatte er in der Mannschaftswertung bereits 1977 als 43. Silber, 1978 als 30. Bronze und 1979 als 14. Gold gewonnen.
Den größten Erfolg seiner Karriere feierte McLeod mit dem Gewinn der Silbermedaille im 10.000-Meter-Lauf bei den Olympischen Spielen 1984 in Los Angeles. Ursprünglich hatte er das Ziel als Dritter hinter Alberto Cova und Martti Vainio erreicht. Er rückte jedoch in der Wertung um einen Rang auf, nachdem Vainio nachträglich wegen Dopings disqualifiziert wurde.
1988 in Seoul nahm McLeod ein weiteres Mal an den Olympischen Spielen teil, konnte sich über 10.000 m aber nicht für das Finale qualifizieren.
Mike McLeod ist 1,80 m groß und wog zu Wettkampfzeiten 63 kg. Er startete für die Elswick Harriers. Sein jüngerer Bruder Tony McLeod war Olympiateilnehmer im Biathlon.

## Persönliche Bestzeiten
- 1 Meile: 3:56,38 min, 31. August 1979, London
- 2000 m: 5:07,43 min, 29. August 1983, London
- 3000 m: 7:48,18 min, 9. Juli 1978, Gateshead
- 5000 m: 13:23,26 min, 24. Juni 1980, Cork
- 10.000 m: 27:39,76 min, 4. September 1979, Brüssel
- 15-km-Straßenlauf: 42:55 min, 11. Februar 1984, Tampa
- Halbmarathon: 1:02:39 h, 18. Juni 1989, South Shields